# ایامونتا
ایامونتا (به لاتین: Iamonta) یک منطقهٔ مسکونی در ماداگاسکار است که در وندروزو واقع شده‌است. ایامونتا ۶٬۰۰۰ نفر جمعیت دارد و ۶۷ متر بالاتر از سطح دریا واقع شده‌است.